# Де Бірс (алмаз)
Де Бірс — великий алмаз з жовтуватим відтінком. Вага 428,5 карата. Знайдено в 1888 році на копальні «Де Бірс» у Південній Африці). 7-й за розміром алмаз зі знайдених у світі. Після обробки вага діаманту склала  234,65 карата.
Діамант купив Бхупіндер Сінгх Патіальський, магараджа Патіали. Він замовив ювелірному дому Cartier вставити його в кольє, відоме як намисто Патіали. 
У 1982 році Де Бірс з'явився на аукціоні Сотбі в Женеві. Його купили за 3,16 млн доларів США.